# Liste von Schlangenbrunnen
In dieser Liste sind Schlangenbrunnen aufgeführt, also Brunnen im öffentlichen Raum, die Schlangen zum Thema haben.

## Deutschland
| Bezeichnung                                        | Bild           | Standort                                                    | Bundesland         | Künstler           | Errichtung Einweihung | Weitere Informationen                                              |
| -------------------------------------------------- | -------------- | ----------------------------------------------------------- | ------------------ | ------------------ | --------------------- | ------------------------------------------------------------------ |
| Napoleonsbrunnen (Schlangenbrunnen)                | weitere Bilder | Blieskastel, Marktplatz (Lage)                              | Saarland           |                    | 1804                  |                                                                    |
| Schlangenbrunnen (Kiel)                            | weitere Bilder | Kiel-Vorstadt, am Gesundheitsamt in der Fleethörn (Lage)    | Schleswig-Holstein | Alwin Blaue        | 1956                  |                                                                    |
| Schlangenbrunnen (München)                         | weitere Bilder | München, Königinstraße 10 b / 12, vor der Tierklinik (Lage) | Bayern             | Lothar Dietz       | 1958                  |                                                                    |
| Schlangenbrunnen (Schlangenbad) (Das Schlangenbad) |                | Schlangenbad, Rheingauer Straße (Lage)                      | Hessen             | Siegfried Ruckszio | 1986                  |                                                                    |
| Schlangenbrunnen (Schwäbisch Gmünd)                |                | Schwäbisch Gmünd, Kreissparkasse (Lage)                     | Baden-Württemberg  | Paulamaria Walter  |                       | Der sogenannte „Glücksbrunnen“ wurde aus glasiertem Ton gestaltet. |
| Schlangenbrunnen (Wannweil)                        | weitere Bilder | Wannweil (Lage)                                             | Baden-Württemberg  |                    |                       | Brunnen zur Schlängleinsage                                        |

## Weitere
| Bezeichnung                                  | Bild           | Standort                                                                     | Staat   | Künstler                   | Errichtung Einweihung | Weitere Informationen                           |
| -------------------------------------------- | -------------- | ---------------------------------------------------------------------------- | ------- | -------------------------- | --------------------- | ----------------------------------------------- |
| Schlangenbrunnen (Bern) („Wylerbad-Brunnen“) | weitere Bilder | Bern, im Freibad Wyler an der Scheibenstrasse 65 im Breitfeldquartier (Lage) | Schweiz | Gustave Piguet (1909–1976) | 1976                  | ein Brunnen mit der Natursteinskulptur Schlange |
| Schlangenbrunnen (Uman)                      | weitere Bilder | Uman (Oblast Tscherkassy), Sofijiwka-Park (Lage)                             | Ukraine |                            |                       |                                                 |